# Солонцово (Забайкальский край)
Солонцо́во — село в Карымском районе Забайкальского края России. Входит в состав сельского поселения «Жимбиринское». Основано в 1799 году.

## География
Село находится в юго-западной части района, на левом берегу реки Тура, на расстоянии примерно 15 км (по прямой) к юго-западу от посёлка городского типа Карымское, административного центра района.
Климат
Климат характеризуется как резко континентальный, с суровой малоснежной зимой и коротким относительно тёплым летом. Средняя температура самого холодного месяца (января) составляет −27,2°С, температура самого тёплого (июля) — 20,5°С. Среднегодовое количество атмосферных осадков составляет 328 мм.
Часовой пояс
Село Солонцово находится в часовой зоне МСК+6. Смещение применяемого времени относительно UTC составляет +9:00.

## Население
| 2010 | 2021 |
| ---- | ---- |
| 120  | ↘110 |

Половой состав
По данным Всероссийской переписи населения 2010 года, в гендерной структуре населения мужчины составляли 50 %, женщины — соответственно также 50 %.
Национальный состав
Согласно результатам переписи 2002 года, в национальной структуре населения русские составляли 92 % из 146 чел.

## Улицы
Уличная сеть села состоит из двух улиц:
- ул. Верхняя,
- ул. Центральная.